# Seznam estonskih biologov
Seznam estonskih biologov.

## A
- Ants Aader (1970)
- Julius Aamisepp (1883-1950)

## B
- Karl Ernst von Baer (1792-1876)

## K
- Alar Karis (1958)
- Eerik Kumari (1912-1984)

## L
- Elmar Leppik (1898-1978)
- Endel Lippmaa (1930-2015) (botanik)
- Mihhail Lotman (1952)

## M
- Toivo Maimets (1957)

## P
- Johannes Piiper (1882-1973)

## S
- Mart Saarma (1949)

## T
- Erkki Truve (1955-2020)

## U
- Jakob von Uexküll (1864-1944)

## V
- Gustav Vilbaste (1885-1967)